# Lilium szovitsianum
Lilium szovitsianum — вид рослин із родини лілієвих (Liliaceae), зростає в Криму, Туреччині й на Кавказі.

## Біоморфологічна характеристика
Це багаторічна трав'яниста рослина. Цибулина куляста, у діаметрі 7–12 см. Стебла 100–150 см. Листки розсіяні, ланцетні. Квітки (яких 3–7(+)) у китиці, пониклі. Листочки оцвітини яскраво-жовті, злегка плямисто-коричневі. Внутрішні сегменти оцвітини ≈ 18–22 мм завширшки, обернено-ланцетні, верхівка зазвичай майже тупа, знизу коротко звужена і майже не закручена при висиханні. Тичинки не зрощені. Пиляки й пилок червоно-бурі. Час цвітіння: червень — липень. 2n=24.

## Середовище проживання
Зростає в Туреччині, Україні — Крим, Росії — Північний Кавказ, на Південному Кавказі.